# 全国縦断紅白歌合戦
『全国縦断紅白歌合戦』（ぜんこくじゅうだんこうはくうたがっせん）は、1979年4月6日からフジテレビ系列で全7回放送された、生放送の特別番組（歌謡番組）である。

## 概要
人気歌手多数が紅白に分かれて歌合戦を披露。

メーン会場となる愛知県体育館には和田アキ子、石野真子、桜田淳子、太田裕美、西城秀樹を迎えるほか、広島、熊本、北九州、久留米の各地から、それぞれ高田みづえ、水前寺清子、野口五郎、ゴダイゴが生中継でヒット曲を歌う。
「フジテレビ開局20周年記念番組」として制作された番組で、新潟県体育館からの中継を中心に、全国各地からの生中継を交えて送る番組である。
北は北海道から南は九州、博多まで主要都市を全国縦断しての毎回生放送だった。
またゲストは毎回違いその地域の出身者などを中心に当時の人気歌手が出演した。
ちなみに第5回　福岡市（九電記念体育館）からの生放送では小柳ルミ子、梓みちよ、郷ひろみなど福岡出身のタレントが出演した。

## 放送時間
金曜19:30 - 20:54（JST）
- 19:30の『クイズグランプリ』と19:45の『スター千一夜』（以上平日帯）は休止、20:00の『金曜ファミリーアワー』は前週の3月30日で終了し、翌4月13日から『スターどっきり生放送』を開始する。

## 出演者

### 司会
- 関口宏
- 秋野暢子

### 紅組

#### 歌手
- 山口百恵
- 岩崎宏美
- 和田アキ子
- 桜田淳子
- 水前寺清子
- 久保田早紀
- 榊原郁恵
- 高田みづえ
- 石川ひとみ
- 石野真子
- ピンクレディー（第5回放送時に中継で出演）
- 太田裕美

他

#### 応援団長
- あのねのね
  - 清水國明
  - 原田伸郎

### 白組

#### 歌手
- 五木ひろし
- 森進一
- 郷ひろみ
- 西城秀樹
- 野口五郎
- 布施明
- ゴダイゴ
- 清水健太郎
- 新沼謙治
- 狩人
- リューベン

他

#### 応援団長
- 伊東四朗
- 出光元

##### 踊り
- スクールメイツ

## スタッフ
- 構成：塚田茂 / スタッフ東京
- 音楽：広瀬健次郎
- 演奏：ダン池田とニューブリード
- 振付：西条満
- 美術：堀切清
- 美術デザイン：馬場文衛
- 演出：疋田拓
- プロデューサー：疋田拓 / 高橋正樹

※スタッフは夜のヒットスタジオの制作スタッフがメインである。